# 거창종합운동장
거창종합운동장(居昌綜合運動場, Geochang Stadium)은 대한민국 경상남도 거창군에 있는 스포츠 시설이다. 천연잔디 필드와 몬도 트랙이 갖춰진 경기장이며, 1985년에 준공되었다. 1985년에 '거창공설운동장'으로 개장했고, 2006년부터 2009년 10월 25일까지 리모델링 공사가 진행된 후 '거창종합운동장'으로 명칭을 변경했다.

## 참고 문헌
- “거창종합운동장”. 거창군시설관리사업소.
- 〈거창스포츠파크〉. 《디지털거창문화대전》. 한국학중앙연구원.
- 《2023 전국 공공체육시설 현황 (2022년 12월말 기준)》. 대한민국 문화체육관광부. 2024.

## 같이 보기
- 거창스포츠파크